# Cerasinops
Cerasinops is een geslacht van ornithischische dinosauriërs behorend tot de groep van de Ceratopia dat tijdens het Krijt leefde in het gebied van het huidige Noord-Amerika.

## Naamgeving
De typesoort Cerasinops hodgskissi werd in 2007 beschreven door Brenda Chinnery en Jack Horner. De geslachtsnaam verwijst zowel naar het Klassiek Griekse keras, "hoorn", als naar het daarvan afgeleide kerasos, "kers", cerasinus in het Latijn en combineert dit met  ops, "gezicht", eenzelfde soort combinatie als bij de naam van de meer omvattende groep van de Ceratopia. Het "kers" verwijst weer naar de rode kleur van de aardlagen, de Red Beds, waarin het fossiel gevonden is en die de botten zelf ook rood getint hebben. Daarnaast had het exemplaar sinds de vondst de bijnaam Cera, wat weer verwees naar keras. De soortaanduiding eert Wilson Hodgskiss, de landeigenaar.

## Vondst
Het fossiel, holotype MOR 300, werd door Horner in 1983 bij het plaatsje Choteau in Teton County gevonden in de Two Medicine Formation in de staat Montana, in een laag uit de epoche van het onderste Campanien, zo'n tachtig miljoen jaar geleden. Horners ontdekking was het gevolg van een gelukkig toeval: hij zocht tijdens veldwerk een heuveltje om zittend zijn lunch op te eten en nam boven op het holotype plaats. Het holotype bestaat uit een skelet met schedel. In zekere zin is het erg volledig daar 80% van de skeletelementen vertegenwoordigd zijn. Door extreme hardheid van het omsluitende gesteente, duurde het echter lang voordat het fossiel geprepareerd kon worden; ook wachtte Horner op iemand die voldoende tijd kon vrijmaken voor een accurate beschrijving, die in feite grotendeels door Chinnery is uitgevoerd. Veel botten zijn nogal beschadigd.
Naast het holotype zijn twee andere specimina aan de soort toegewezen die al in 1939 beschreven zijn door Charles Whitney Gilmore: USNM (United States National Museum)
13863 en USNM 13864. Het gaat om gedeeltelijke skeletten met schedel gevonden in Pondera County en door Gilmore toegewezen aan een Leptoceratops sp. Deze exemplaren zijn nog kleiner dan het holotype, waarvan de mate van vergroeiing van de botten al doet vermoeden dat het om een jong dier gaat.

## Beschrijving

### Grootte en onderscheidende kenmerken
Cerasinops is een kleine vorm. Gregory S. Paul schatte in 2010 de volwassen lichaamslengte op tweeënhalve meter, het gewicht op 175 kilogram. Het gewicht van het onvolwassen holotype werd in 2007 een stuk lager geschat, op achttien kilogram.
De beschrijvers wisten enkele onderscheidende kenmerken vast te stellen. De tubercula basilaria van de onderste hersenpan houden het midden tussen de platte uitsteeksels bij Protoceratops en de sterk gekromde van Montanoceratops doordat ze wel gekromd zijn maar veel platter en minder hol. Het neusbeen is recht. De schedelkraag is kort maar hoog. Er zijn diepe uithollingen op de achterkant van de wandbeenderen. Het jukbeen heeft niet alleen een verticale maar ook een horizontale kam. Het quadratojugale heeft een verdikte middensectie. In de onderkaak is het surangulare uitzonderlijk robuust. De processus coronoides is overdwars afgeplat. De onderkant van de ellepijp is naar binnen gebogen. De voorpoot is relatief korter dan bij andere bekende Neoceratopia, met 60% van de lengte van de achterpoot. De botten van de voorpoten hebben kanalen die in de lengterichting lopen in plaats van langs de omtrek.

### Skelet
Het profiel van de schedel van Cerasinops is lastig vast te stellen daar veel botten te sterk beschadigd zijn. Volgens de reconstructie door Chinnery is het profiel matig bol, zonder neushoorn of wenkbrauwhoorns. De schedelkraag steekt duidelijk uit en heeft pariëtaalvensters. De onderkaak is zeer robuust, bijna even hoog als de schedel zelf.
Van de praemaxilla is duidelijk dat die twee premaxillaire tanden draagt, een basaal kenmerk. Het was in 2007 de eerste keer dat zulke tanden bij een Noord-Amerikaanse neoceratopiër waren aangetroffen. De tanden zijn cilindrisch van vorm en de voorste heeft half de doorsnede van de achterste. In het bovenkaaksbeen loopt de tandrij in zijaanzicht recht. Het aantal maxillaire tanden is onduidelijk maar bedraagt zeker een dozijn. Het neusbeen is recht, zonder naar achteren af te platten; het achterste stuk is juist wat toegeknepen. Het prefrontale is hecht verbonden met een erg groot palpebrale, dat zich voor de bovenste oogkas moet hebben bevonden in de vorm van een stompe driehoek. De voorhoofdsbeenderen hebben achteraan een diepe uitholling; op hun middellijn wordt die echter doorbroken door een richel die doorloopt over de wandbeenderen. De pariëtaalvensters in de wandbeenderen zijn de eerste die bij een Amerikaanse basale neoceratopiër beschreven zijn. Ze zijn gescheiden door een beenbalk. Hun achterrand is dun, niet ingekeept en draagt geen osteodermen. De vensters zijn kennelijk afgerond en vullen een groot deel van de schedelkraag. Bij MOR 300 draagt de middenbalk een duidelijke verheven richel, geornamenteerd door drie evenwijdige lengterichels. De toegewezen exemplaren delen niet allebei beide kenmerken. Het postorbitale is robuust. Het squamosum buigt van daaruit naar achteren en vooral omhoog, wat een korte maar hoge schedelkraag suggereert. Het quadratum is lang en recht. Onderaan is de buitenste kaakgewrichtsknobbel veel groter; de kleinere binnenste is iets meer naar voren gelegen. Het quadratojugale is driehoekig en robuust, met een vrij hoog verdikt gedeelte dat tegen de punt van het jukbeen rust. Het jukbeen heeft een vrij laag hoofdlichaam wat wijst op een grote oogkas die gezien de vorm van het postorbitale en prefrontale vermoedelijk rechthoekig was. De hoorn van het jukbeen kromt ver omlaag en naar voren. Naast de normale verticale richel aan de achterrand is er ook een, wat minder hoge, horizontale richel aan de onderkant. Een echt epijugale in de vorm van een vastgegroeide osteoderm is niet waarneembaar.

## Fylogenie
Volgens Horners analyse was Cerasinops een basaal lid van de Neoceratopia, als zusterklade van de Leptoceratopidae. Omdat het conventioneel is om iedere soort bij een familie onder te brengen, werd hij op aandringen van het publicerende tijdschrift door de beschrijvers — die geen aparte familie wilden benoemen — toch maar bij de Leptoceratopidae ondergebracht hoewel hij daar volgens het kladeconcept niet thuishoort. Het woord "Leptoceratopidae" wordt zo dus in twee verschillende betekenissen gebruikt: in het ene geval als exact wetenschappelijk begrip met empirische inhoud; in het tweede geval als puur taxonomisch begrip met een vage inhoud. Cerasinops toont een mengeling van kenmerken die specifiek zijn voor Aziatische — een schedelrichel met gaten en tanden in de voorkaak — of Noord-Amerikaanse vormen — een gespecialiseerd slijtagepatroon van de tanden — maar nog nooit eerder in één soort bij elkaar waren aangetroffen. Opmerkelijk genoeg duiden de lange achterpoten en het slechte vermogen de onderarm te draaien op een bewegingswijze als tweevoeter. Vermoedelijk stammen alle Ceratopia van een tweevoetige voorouder af maar dit is de eerste bekende neoceratopiër die hiervoor zeer duidelijke aanpassingen heeft.